# Твердохлиб, Сидор Антонович
Сидор Антонович Твердохлиб (укр. Сидір Антонович Твердохліб; 1886—1922) — украинский поэт, переводчик, журналист и общественный деятель.

## Биография
Образование получил во Львовском и Венском университетах. Рано начал писать стихи, вступил в литературное объединение «Молодая муза». В 1908 году издал первый авторский сборник стихов. Также переводил с украинского на польский и немецкий языки (Тараса Шевченко, Олександра Олеся и др.).
После Первой мировой войны и присоединения Западной Украины к Польше Твердохлиб выступил как журналист и общественный деятель. Он примкнул к Украинской земледельческой (хлеборобской) партии, которая призывала перенести борьбу за права западноукраинского населения в парламентско-политическую плоскость и участвовать в выборах в польский сейм (их призывали игнорировать украинские националисты).
Активные выступления в пользу поиска компромисса с польской властью и осуждение террористических методов привели к убийству Сидора Твердохлиба боевиками УВО. Убийство Твердохлиба фактически положило начало террора УВО/ОУН в Галичине, жертвами которого чаще всего были галицкие украинцы, которые не разделяли радикально-националистическую позицию ОУН — например, Иван Бабий.
Похоронен во Львове на Лычаковском кладбище.